# Mezinárodní letiště Peking Ta-sing
Mezinárodní letiště Peking Ta-sing (čínsky v českém přepisu Pej-ťing Ta-sing kuo-ťi ti-čchang, pchin-jinem Běijīng Dàxīng Guójì Jīchǎng, znaky 北京大兴国际机场, IATA: PKX, ICAO: ZBAD) je mezinárodní letiště u Pekingu, hlavního města Čínské lidové republiky. Je budováno zhruba 46 kilometrů jižně od centra a částečně tak leží na území pekingského obvodu Ta-sing a částečně na území městské prefektury Lang-fang v provincii Che-pej. Mělo by tak sloužit Pekingu, provincii Che-pej a také městu Tchien-ťin.

## Historie

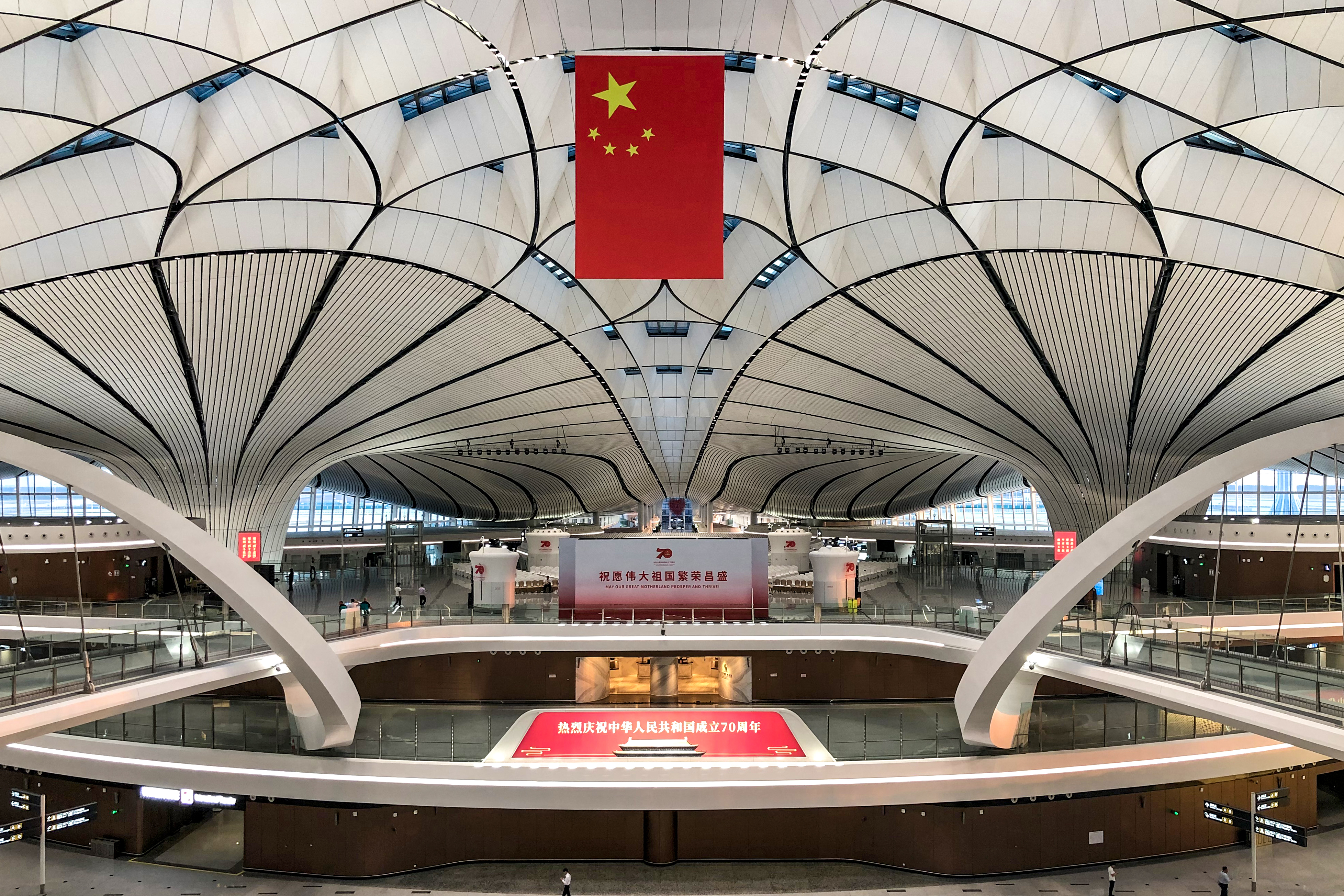
Hlavní atrium letiště Ta-sing

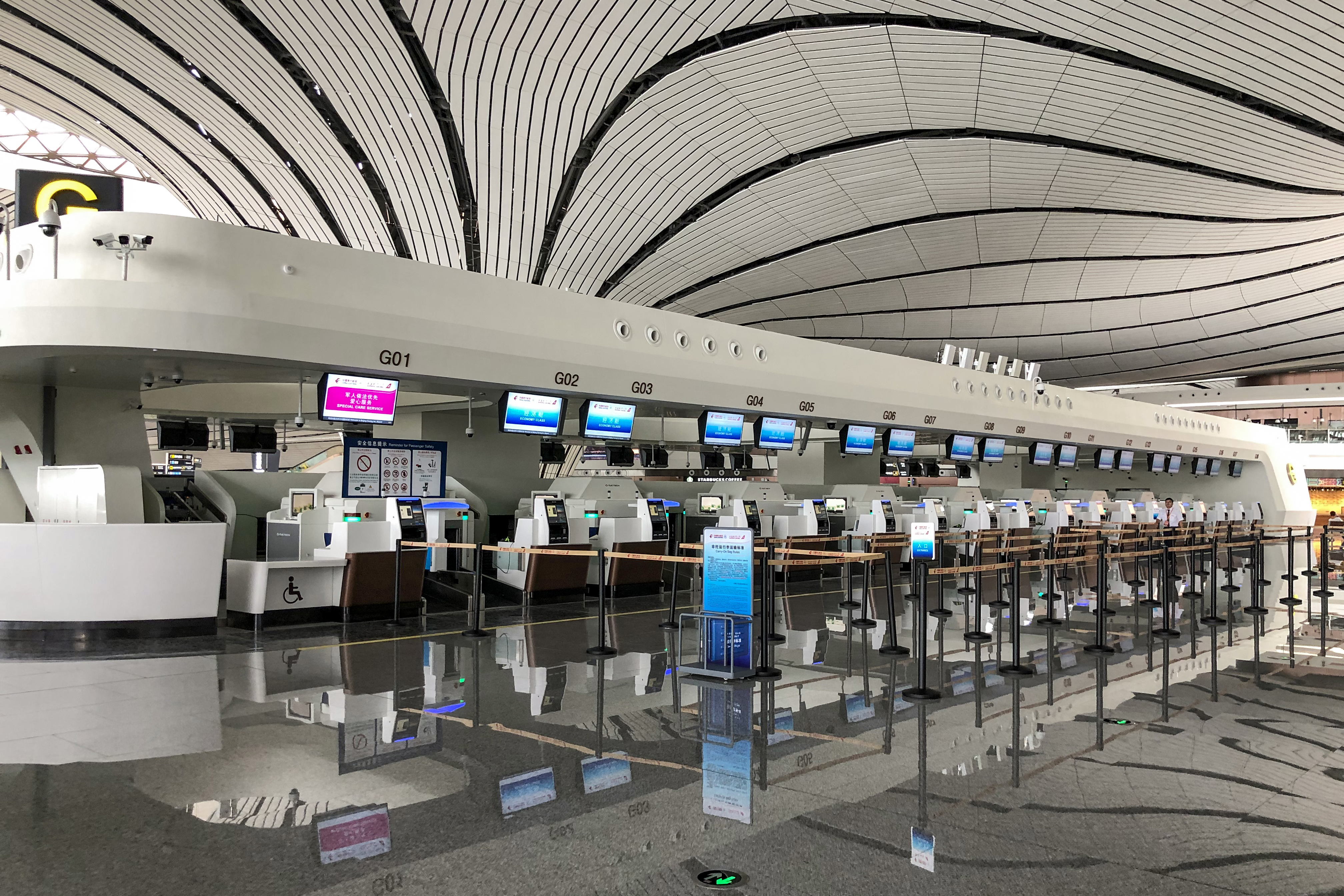
Přepážky společnosti China Eastern

O vybudování nového ústředního letiště na jižním okraji města se rozhodlo v roce 2008 a už v roce 2013 prošlo dosavadním hlavním Centrálním letištěm Peking 82 milionů cestujících, takže jeho kapacita byla zcela naplněna. V prosinci 2014 byl schválen projekt nového letiště s šesti civilními a jednou vojenskou startovací a přistávací dráhou a cílovou kapacitou 75 milionů cestujících v roce 2025. První etapa projektu měla být hotova v září 2019, s rozpočtem na 11,2 miliardy USD, včetně železničního spojení na Západní nádraží. Celkový projekt i s připojením na železnici, metro, dálnice a autobusové linky zpracovala holandská developerská firma NACO. Provoz terminálu projektovala francouzská společnost ADP a architekturu britský ateliér Zaha Hadid Architects. Zaha Hadid stihla návrh s kolegy dokončit krátce před svým úmrtím v roce 2016.
Výstavba začala v roce 2013 a letiště bylo zprovozněno podle plánu 25. září 2019, šest dní před 70. výročím  vzniku ČLR. Slavnostnímu otevření byl 25. září přítomen čínský prezident Si Ťin-pching. V roce 2019 má letiště kapacitu 45 milionů pasažérů ročně, do roku 2025 by měla být navýšena na 72 milionů, 2 miliony tun nákladu a 620 tisíc pohybů ročně a v delším horizontu na 100 milionů cestujících. Na nové letiště se přesunuly lety společností sdružení SkyTeam a řada čínských společností, kdežto většina členů Star Alliance zatím zůstává na Centrálním letišti na severovýchodě města. Nejstarší a kapacitně nevyhovující letiště Peking Nan-jüan bylo tentýž den uzavřeno. 
V roce 2019 je nové letiště spojeno s městem dálnicí, jednou linkou metra a jednou rychlodráhou (rychlost 250 km/h, doba jízdy do centra 28 minut), k nimž do tří let přibudou dvě další trati. Jedna z nich je spojí i s dosavadním centrálním letištěm.

## Popis
Letiště zabírá plochu 47 km² a terminál plochu 700 tisíc m², což je činí největším na světě. Má čtyři startovní a přistávací dráhy s betonovým povrchem a délkou 3 800 m. Půdorys jediného centrálního terminálu připomíná mořskou hvězdici. V centru se nachází hlavní hala, z níž vychází šest symetrických „prstů" či paprsků. 5 z nich slouží pro nástupy do letadel, kdežto šestý tvoří vstup a haly služeb. Letiště má 50 nástupních můstků ("rukávů"), 63 zavazadlových pásů, 117 linek bezpečnostní kontroly, 186 východů (gates) a 422 stánků pro check-in.
Náklady na stavbu, předběžně stanovené na 11,2 miliardy USD, činily 63 miliard USD, z toho stavba letiště 17 miliard a související investice v okolí 46,2 miliardy. 